# Oberamt Glatt

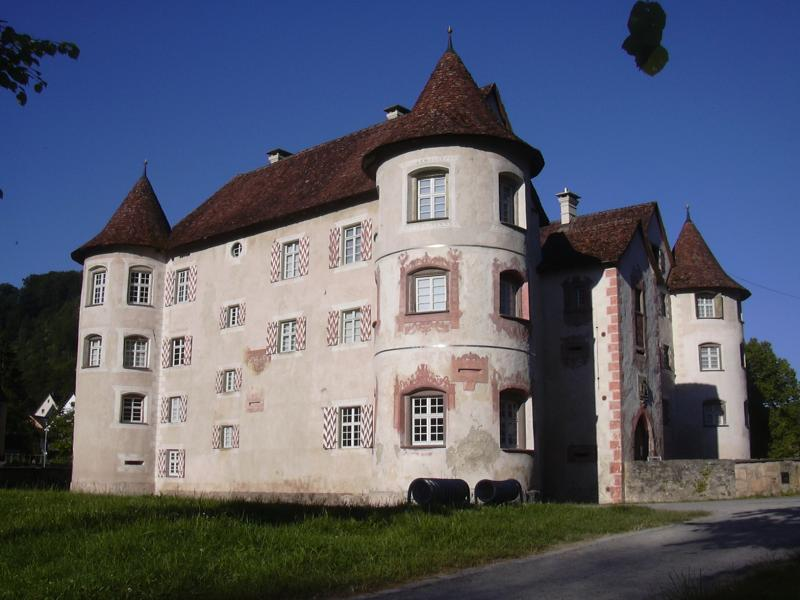
Schloss Glatt, Sitz des Oberamts

Das Oberamt Glatt war ein Verwaltungsbezirk im Süden des heutigen deutschen Bundeslandes Baden-Württemberg. Das hohenzollerische Oberamt gehörte von 1803 bis 1850 zu Hohenzollern-Sigmaringen und bis zu seiner Auflösung im Jahr 1854 als Teil der Hohenzollernschen Lande zu Preußen.

## Geschichte
Das aargauische Benediktinerkloster Fürstabtei Muri erwarb Anfang des 18. Jahrhunderts mehrere Rittergüter am oberen Neckar, die sich zur Herrschaft Glatt zusammenfügten. Im Vorgriff auf den Reichsdeputationshauptschluss nahm das Fürstentum Hohenzollern-Sigmaringen die Herrschaft am 2. November 1802 in Besitz und errichtete im folgenden Jahr in Glatt ein fürstliches Oberamt. Diese Aneignung leitete den Niedergang von Kloster Muri ein. Nach dem Übergang der Souveränität an Preußen 1850 bestand das Oberamt als preußische Behörde weiter, bis es durch Verordnung vom 18. Januar 1854 aufgehoben und ins Oberamt Haigerloch eingegliedert wurde.

## Zugehörige Orte
Bei seiner Gründung deckte sich das Oberamt im Wesentlichen mit der früheren Herrschaft Glatt. Es umfasste die Dörfer
- Dettensee,
- Dettingen, mit dem Weiler Priorberg,
- Dettlingen, mit der Haugensteiner Mühle,
- Dießen, mit dem Weiler Heidenhof,
- Glatt, mit dem Glatter Hof (dem heutigen Oberhof),

sowie die Domäne Neckarhausen mit dem Höhehof. Um 1820 zählte der Bezirk rund 2300 Einwohner.
Durch Erlass vom 21. September 1838 wurde das Oberamt um die Dörfer Betra und Fischingen (mit Burgruine und Hof Wehrstein), zuvor beim Oberamt Haigerloch, vergrößert.

## Amtsvorsteher
- 1802–1811: Emilian Edler von Seyfried
- 1812–1834: Franz Jakob Mattes
- 1834–1844: Josef Schmutz
- 1845–1850: unbekannt
- 1850–1851: Carl Schießle als Amtsverweser
- 1852–1854: Joseph Kordeuter als Amtsverweser